# Šutyrova studánka
Šutyrova studánka je archeologická lokalita na katastru Kopřivnice z pozdní doby bronzové (8. století př. n. l.) a z pozdní doby laténské (2.–1. století př. n. l.).

## Poloha
Sídliště se nachází na parcelách 2527 a 2523 v západní části severního svahu Červeného kamene, u vodního pramene; z východu a jihu je ohraničeno bezejmenným potokem.

## Charakter a význam sídliště
Místo bylo osídleno od 2. poloviny 2. století př. n. l. do 2. poloviny 1. století př. n. l., tedy v pozdní době laténské, kdy na většině našeho území sídlili Keltové. Význam sídliště spočívá především v tom, že jde o jedno z keltských sídlišť na okraji této Kelty osídlené oblasti, v kontaktní zóně se sousedním územím púchovské kultury (nekeltské, ale silně latenizované). Nedaleko odtud se nacházejí jak lokality keltské (patrně oppidum na Kotouči u Štramberka), tak púchovské (hradiště „Požaha“ u Jičiny, sídliště v poloze „Vaňův kámen“ na katastru Kopřivnice, sídliště Zámecký vrch aj.)

## Historie výzkumu
Na sídlišti, známém již na počátku 20. století, sbírali v 50. letech keltskou keramiku Lumír Jisl a Věra Šikulová, v roce 1961 zde malý zjišťovací výzkum uskutečnil Jiří Pavelčík z opavské expozitury Archeologického ústavu ČSAV Brno, v 80. a 90. letech zde prováděl drobné výzkumné akce pracovník kopřivnického muzea Jiří Tichánek. Materiál je uložen v muzeích v Kopřivnici a Opavě.
Názor, že jde o keltskou osadu, publikoval již J. Pavelčík; třebaže oproti tomu existuje názor, že jak sídliště Šutyrova studánka, tak hradiště Kotouč u Štramberka spadá do soustavy sídlišť obývaných púchovským lidem (púchovské kultury), podrobný rozbor materiálu z těchto lokalit publikovaný M. Čižmářem potvrdil jejich příslušnost ke keltské oikumeně.